# جورجیو فرانسیا
جورجیو فرانسیا (ایتالیایی: Giorgio Francia؛ زادهٔ ۸ نوامبر ۱۹۴۷ در بولونیا) رانندهٔ سابق مسابقات اتومبیل‌رانی فرمول یک اهل ایتالیا است که در فصل ۱۹۷۷، و دوباره در فصل ۱۹۸۱ در مجموع در دو گراند پری شرکت کرد، اما موفق به کسب هیچ امتیازی نشد.